# Camponotus melichloros
Camponotus melichloros is een mierensoort uit de onderfamilie van de schubmieren (Formicinae). De wetenschappelijke naam van de soort is voor het eerst geldig gepubliceerd in 1888 door Kirby, W.F..